# 岡本倫
岡本 倫（おかもと りん、1971年1月6日 - ）は、日本の漫画家。ローマ字表記はLynn Okamoto。男性。和歌山県出身。

## 来歴・人物
和歌山県に生まれる。神奈川大学在学中には漫画研究会に所属していたが、イラストを描く程度で、本格的に漫画を描くことはなかった。卒業後はバンダイに就職し、玩具の企画やPCゲームソフトの『時の国のエルフェンリート』の製作に携わっていた。社員時代に商品紹介のため、おはスタに出演した経験がある。28歳の時、漫画家を目指すためにバンダイを退社する。
2000年1月、『ヤングジャンプ増刊 漫革』（集英社）に読切版『エルフェンリート』が掲載され、漫画家としてデビュー。2002年6月から『週刊ヤングジャンプ』（集英社）にて、『エルフェンリート』の連載を開始した。2004年には『エルフェンリート』がアニメ化され、特に海外で人気を博した。
2007年10月から『週刊ヤングジャンプ』にて、スキージャンプを題材としたスポーツ漫画『ノノノノ』の連載を開始するが、2010年12月に連載終了。この連載終了について、自らの本意ではなかったことを示唆している。
2012年からは『週刊ヤングジャンプ』にて『極黒のブリュンヒルデ』の連載を開始。同年、読み切りとして発表した『君は淫らな僕の女王』（作画：横槍メンゴ）が好評であったことから続編が制作され、2013年2月には単行本第一巻が発売された。その後、『週刊ヤングジャンプ』にて不定期での連載が開始された。2014年には『極黒のブリュンヒルデ』がアニメ化された。
2017年からは『週刊ヤングマガジン』（講談社）にて『パラレルパラダイス』の連載を開始。
学生時代にアークシステムワークスでアルバイトをしており、ゲーム『美少女戦士セーラームーン』（スーパーファミコン版）の製作に関わっていた。趣味はガンプラ。
どちらかと言えば「可愛らしい」と言える絵柄に反してハードな描写が多くグロテスク好きと認識されていたが、2018年に否定している。本人の弁によると、ハードな描写はヤングジャンプの当時の担当がGANTZの担当でもあり、ネームに首を飛ばす描写があるとOKが出たからとのこと。『極黒のブリュンヒルデ』の溶解死は溶けて死ぬまでの痛みが読者には想像ができないから採用し、その後の『パラレルパラダイス』では溶解も気持ち悪いので光の粒になって消滅することになった。

## 作品リスト

### 漫画作品
- 凡例
  - 〈種〉連載か読切かで2種に大別。
  - 〈収録〉1：岡本倫短編集 Flip Flap / 2：岡本倫短編集 Flip Flap 新装版 / 他：短編集以外への収録 / 未：単行本未収録

|  | 連載作品 |  | 読切作品 |

|    | 作品名                               | 種   | 発行   | 掲載 | 収録     | 注記                                                                                  |
| -- | ------------------------------------ | ---- | ------ | --- | -------- | ------------------------------------------------------------------------------------- |
| 1  | エルフェンリート                     | 読切 | 集英社 | ヤングジャンプ増刊 漫革 2000年2月20日号 | 1・2・他 | 『エルフェンリート』5巻に併録。                                                       |
| 2  | デジトポリス                         | 読切 | 集英社 | 別冊ヤングジャンプ 2000年5月5日号 | 1・2・他 | 『エルフェンリート』2巻に併録。                                                       |
| 3  | MOL                                  | 読切 | 集英社 | 別冊ヤングジャンプ 2000年12月31日号 | 1・2・他 | 『エルフェンリート』1巻に併録。                                                       |
| 4  | メモリア                             | 読切 | 集英社 | 週刊ヤングジャンプ 2002年19号 | 1・2・他 | 『エルフェンリート』3巻に併録。                                                       |
| 5  | エルフェンリート                     | 連載 | 集英社 | 週刊ヤングジャンプ 2002年27号 - 2005年39号 | —        |                                                                                       |
| 6  | カリエラ                             | 読切 | 集英社 | ヤングジャンプ増刊 シゴト魂 2005年11月5日号 | 1・2     |                                                                                       |
| 7  | レジストラ                           | 読切 | 集英社 | ヤングジャンプ増刊 漫太郎 2006年5月20日号 | 1・2     |                                                                                       |
| 8  | アルマージュ                         | 読切 | 集英社 | 週刊ヤングジャンプ 2006年32号 | 1・2     |                                                                                       |
| 9  | ノノノノ                             | 連載 | 集英社 | 週刊ヤングジャンプ 2007年47号 - 2011年2号 | —        |                                                                                       |
| 10 | Flip Flap                            | 読切 | N/A    | N/A | 1        | 雑誌未掲載。                                                                          |
| 11 | Lime Yellow                          | 読切 | N/A    | N/A | 1        | 雑誌未掲載。                                                                          |
| 12 | EXEXE                                | 読切 | N/A    | N/A | 1        | 雑誌未掲載（ネーム原稿）。                                                            |
| 13 | きみとこうかん                       | 読切 | 集英社 | 週刊ヤングジャンプ 2011年8号 | 2        |                                                                                       |
| 14 | 極黒のブリュンヒルデ                 | 連載 | 集英社 | 週刊ヤングジャンプ 2012年9号 - 2016年18号 | —        |                                                                                       |
| 15 | 君は淫らな僕の女王                   | 連載 | 集英社 | ミラクルジャンプ 2012年No.10 - No.12 週刊ヤングジャンプ 2012年8号、30号、2013年11号、36･37号、38号、50号 ヤングジャンプGOLD 2017年 6/30号 週刊ヤングジャンプ 2017年40号 | —        | 作画は横槍メンゴ。                                                                    |
| 16 | エルフェンリート特別編               | 読切 | N/A    | N/A | 他       | 『エルフェンリート Blu-ray BOX』に収録。                                              |
| 17 | 極黒のブリュンヒルデ 特別編          | 読切 | 集英社 | ミラクルジャンプ 2014年6月30日号 | 未       |                                                                                       |
| 18 | パラレルパラダイス                   | 連載 | 講談社 | 週刊ヤングマガジン 2017年16号 - 連載中 | —        |                                                                                       |
| 19 | 『イジらないで、長瀞さん』の寄稿作品 | 読切 | N/A    | N/A | 他       | 『イジらないで、長瀞さん』5巻特装版同梱小冊子「そこイジるんすか、長瀞さん！」に収録。 |
| 20 | 『ヤニねこ』の寄稿作品               | 読切 | N/A    | N/A | 他       | 『ヤニねこ』2巻に併録。                                                               |

### 書籍
- 『エルフェンリート』[20]、集英社〈ヤングジャンプ コミックス〉2002年 - 2005年、全12巻
- 『ノノノノ』、集英社〈ヤングジャンプ コミックス〉2008年 - 2011年、全13巻
- 『岡本倫短編集 Flip Flap』集英社〈愛蔵版コミックス〉、2008年3月発行、ISBN 978-4-08-782169-7
  - （新装版）集英社〈ヤングジャンプ コミックス〉、2014年7月発行、ISBN 978-4-08-890001-8
- 『極黒のブリュンヒルデ』[21]、集英社〈ヤングジャンプ コミックス〉2012年 - 2016年、全18巻）
- 『君は淫らな僕の女王』、作画︰横槍メンゴ、集英社〈ヤングジャンプ コミックス〉2013年 - 2017年、全2巻
- 『パラレルパラダイス』、講談社〈ヤンマガKC〉2017年 - 、既刊28巻（2025年5月7日現在）

### その他
- 南鎌倉高校女子自転車部（テレビアニメ、2017年）第2話エンドカード

## 関連人物
高橋幸慈
師匠。
稲葉そーへー
アシスタント経験者。